# Nyoro-Ganda (J.10) jezici
Nyoro-Ganda (J.10) jezici (privatni kod: nyog), podskupina od  (12) nigersko-kongoanskih jezika iz skupine pravih centralnih bantu jezika u zoni J. Govore se na području Ugande a jedan predstavnik je iz DR Konga. jezici su: 
- chiga [cgg], 1.580.000 (2002 popis).
- ganda ili luganda [lug], 4.130.000 (2002 popis).
- gungu [rub], 49.000 (2002 popis).
- gwere [gwr], 409.000 (2002 popis).
- hema [nix], 125.000 (2000). DR Kongo
- kenyi [lke], 390.000.
- nyankore [nyn], 2.330.000 (2002 popis).
- nyoro [nyo], 667.000 (2002 census).
- ruli ili ruuli [ruc], 160.000 (2002 popis).
- singa [sgm], †
- soga [xog], 2.060.000 (2002 popis).
- tooro [ttj], 	488,000 (1991 popis).

## Vanjske poveznice
- Ethnologue (14th)
- Ethnologue (15th)